# Acrossus
Genre
Acrossus est un genre d'insectes de l'ordre des coléoptères, de la famille des Scarabaeidae.

## Espèces rencontrées en Europe
- Acrossus bimaculatus (Laxmann, 1770)
- Acrossus carpetanus (Graells, 1847)
- Acrossus depressus (Kugelann, 1792)
- Acrossus gagatinus (Ménétries, 1832)
- Acrossus laticollis (Baudi, 1870)
- Acrossus luridus (Fabricius, 1775)
  - Acrossus luridus apicalis (Mulsant)
  - Acrossus luridus bipaginatus (Mulsant)
  - Acrossus luridus connexus (Mulsant)
  - Acrossus luridus faillae (Ragusa)
  - Acrossus luridus gagates (Müller)
  - Acrossus luridus hilleri (Schilsky)
  - Acrossus luridus interpunctatus (Herbst)
  - Acrossus luridus intricarius (Mulsant)
  - Acrossus luridus nigrosulcatus (Marsham)
  - Acrossus luridus pellitus (Schmidt)
  - Acrossus luridus variegatus (Herbst)
- Acrossus planicollis (Reitter, 1890)
- Acrossus rufipes (Linnaeus, 1758)
- Acrossus siculus (Harold, 1862)
  - Acrossus siculus buturensis (G. Dellacasa, 1983)
  - Acrossus siculus siculus (Harold, 1862)